# Gastón Gómez
Gastón Gómez (n. Mar del Plata, Buenos Aires, Argentina; 4 de marzo de 1996) es un futbolista profesional argentino que se desempeña en la posición de arquero. Juega en Deportes Concepción de la Liga de Ascenso de Chile.

## Trayectoria

### Racing Club de Avellaneda
Gastón Gómez se formó en Atlético Mar del Plata, club de su ciudad natal. A los 15 años pasó a las inferiores de Racing de Avellaneda, en Octava División.
Tras completar el proceso formativo en Racing, con algunos partidos en la Selección Argentina Juvenil, debutó en el club de Avellaneda el 2 de junio de 2017, frente a Águilas Doradas en Colombia, en un partido de Copa Sudamericana: ingresó por la lesión de Juan Musso. Jugó nueve partidos durante ese año. 
El 8 de enero de 2019, se rompió el ligamento cruzado anterior de la rodilla derecha. Recién nueve meses después volvió a jugar en Reserva. Y tuvo que esperar hasta el 20 de diciembre de 2020 para volver a atajar en la máxima categoría, más de tres años después de la última vez.
La convocatoria de Gabriel Arias al seleccionado chileno, antes del duelo de semifinales de la Copa de la Liga 2021, le abrió una nueva oportunidad. El arquero fue titular, mantuvo la valla invicta frente a Boca y le atajó un penal a Diego González, para convertirse en el héroe de la clasificación a la final.
Nuevamente una lesión de Arias le abriría la nueva posibilidad de atajar los 3 últimos partidos del campeonato de primera división de 2021, frente a Club Atlético Lanús, Huracán de Parque Patricios y Godoy Cruz Antonio Tomba, teniendo un buen nivel en el arco académico.
En el 2022, por la Copa de la Liga Profesional 2022, empezaría siendo titular ante la continuidad de la lesión de Arias. Su primer partido terminaría con el arco en cero ante Gimnasia y Esgrima de La Plata. Recibiría sus primeros goles frente a River Plate, en el empate 2-2 de su equipo en el Monumental de Nuñez. Mantendría la valla invicta en 2 partidos seguidos, contra Argentinos Juniors y Atlético Tucumán en la que su equipo golearía 3-0 y 4-0 a los respectivos rivales. El 20 de marzo de 2022 participaría de su primer Clásico de Avellaneda, en donde se cortaría su invicto de más de 200 minutos y su equipo ganaría el partido por 2 a 1. Volvería a tener otra vez un invicto de 180 minutos al lograr terminar su arco en 0 frente a River Plate de Uruguay y ante el Club Atlético Platense, ambos por victoria de 1-0 sobre el final del partido. En esta temporada Gómez finalizaria con su equipo siendo eliminado en las semifinales de la Copa de la Liga Profesional al caer en los penales frente a Boca Juniors (manteniendo su valla invicta en 0), mientras que por Copa Sudamericana, lograría mantener el arco en 0 ante Melgar FC y sería expulsado en dicho encuentro (victoria de Racing 1-0) al salir a cortar una jugada con la mano fuera del área. Su último partido en Racing Club en esta etapa fue ante Barracas Central. Después de un error que tuvo anteriormente con C. A. Tigre, dejó de ser tenido en cuenta por Fernando Gago, y se vio opacado por los arqueros Gabriel Arias (quien volvía de una lesión) y Matías Tagliamonte.

### Vélez Sarsfield
En diciembre del 2022, el arquero fue transferido en condición de préstamo a Club Atlético Vélez Sarsfield por un año y con opción de compra.

### San Lorenzo de Almagro
Fue cedido al Ciclón de Boedo en enero de 2024. Debutó en la cuarta fecha, frente a su ex equipo, Racing Club, por la Copa de la Liga Profesional, reemplazando desde el banco a Facundo Altamirano que se había retirado del campo de juego con una fractura en la órbita ocular derecha.

### Deportes Concepción
En junio de 2025, fue cedido a préstamo a Deportes Concepción, equipo de la Primera B de Chile, con el objetivo de reforzar el arco del conjunto penquista durante la segunda rueda del campeonato. El club, fundado en 1966, es conocido como “El León de Collao” y disputa sus partidos en el Estadio Ester Roa Rebolledo.

## Clubes
| Club                   | País      | Año       | Partidos | Goles recibidos | Vallas invictas |
| ---------------------- | --------- | --------- | -------- | --------------- | --------------- |
| Racing Club            | Argentina | 2014-2023 | 53       | -43             | 25              |
| Vélez Sarsfield        | Argentina | 2023      | 9        | -11             | 3               |
| San Lorenzo de Almagro | Argentina | 2024      | 14       | -12             | 3               |
| Deportes Concepción    | Chile     | 2025-     | 1        | 0               | 1               |

## Palmarés

### Campeonatos nacionales
| Título              | Club        | País      | Año     |
| ------------------- | ----------- | --------- | ------- |
| Primera División    | Racing Club | Argentina | 2018/19 |
| Trofeo de Campeones | Racing Club | Argentina | 2019    |
| Trofeo de Campeones | Racing Club | Argentina | 2022    |